# Anne af York, hertuginde af Exeter
Anne af York, hertuginde af Exeter, også kendt som Anne Plantagenet, var det første barn af Richard Plantagenet, 3. hertug af York og Cecily Neville. Hun var således den ældste søster til kongerne Edvard 4. (1461-1483) og Richard 3. (1483-1485), og til Edmund, jarl af Rutland, Elizabeth af York, hertuginde af Suffolk, Margrete, hertuginde af Burgund og Georg Plantagenet, 1. hertug af Clarence.

## Ægteskaber og børn
Anne giftede sig to gange og blev skilt fra sin første mand:

### Første ægteskab
I 1447 i en alder af otte år blev Anne gift med Henry Holland, 3. hertug af Exeter (1430-1475). Under Rosekrigene stod Exeter på Huset Lancasters side mod sin hustrus familie Huset York. Exeter var hærfører i de store Lancaster-sejre i Slaget ved Wakefield og det Det 2. slag ved St Albans. Han ledte også Lancaster-hæren i nederlag i Slaget ved Towton. Han flygtede til Kongeriget Skotland efter slaget og sluttede sig derefter til Margrete af Anjou, kong Henrik 6. af Huset Lancasters dronning, i hendes eksil i Frankrig,. Den 4. marts 1461 i London blev Annes yngre bror Edvard, hertug af York, erklæret udråbt til kong Edvard 4. Exeter blev frataget sin ære, liv og gods, men den nye konge gav sine godser til Anne og resten til deres datter Anne Holland. Anne og Exeter blev separeret i 1464 og skilt i 1472. Da Henrik 6. blev genindsat på tronen i 1470, forblev Anne loyal over for sin bror Edvard, og i det, der synes at have været hendes eneste indblanding i politik, arbejdede hun hårdt for at overtale sin bror Georg, hertug af Clarence, til at opgive Lancaster-sagen. Hvis ikke afgørende, havde hendes argumenter bestemt en vis effekt, og dermed spillede hun en rolle i Edvards restaurering på tronen.
Med hertugen af Exeter havde Anne en datter, Anne Holland (1461 – mellem 26. august 1467 og 6. juni 1474), som blev gift i oktober 1466 i Greenwich Palace med Thomas Grey, 1. markis af Dorset, søn af Edvard 4.'s dronning Elizabeth Woodville med hendes første ægtemand. Anne Holland døde på et tidspunkt mellem 26. august 1467 og 6. juni 1474 uden børn. Grey blev derefter gift med Cecily Bonville, 7. baronesse Harington, en anden rig ung arving, som fødte ham afkom.

### Andet ægteskab
Anne giftede sig i al hemmelighed for anden gang omkring 1474 med Thomas St Leger (ca.1440 – 1483), en loyal støtte af hans svoger kong Edvard 4. (1461-1483). Han deltog i hertugen af Buckinghams forsøg på oprør mod kong Edvards yngre bror og eventuelle efterfølger kong Richard 3. (1483-1485), og for sin deltagelse i det mislykkedes oprør blev han henrettet i 1483. Kong Edvard 4. havde imidlertid i 1467 udvidet den andel af Exeters landbesiddelser der tilfaldt kongens søster, Anne, og til enhver af hendes arvinger. Hvis hun giftede sig igen, kunne fremtidige børn arve dem.
Anne døde, da hun fødte sin eneste datter med Thomas, Anne St Leger (14. januar 1476 – 21. april 1526), som på grund af den særlige arveaftale var arving til til sin mors første mand Henry Hollands gods. Hun giftede sig med George Manners, 11. baron de Ros, og var mor til den kongelige favorit Thomas Manners, 1. jarl af Rutland.

## Død og begravelse
Anne døde og blev begravet den 1. februar 1476 i St Leger kapellet, der indgår i det nordlige tværskib i St. George's Chapel, Windsor Castle og som grundlagt i 1481 af hendes mand, "med to præster, der sang for evigt". Det blev senere omdøbt til Rutland kappelet til ære for hendes svigersøn George Manners, 11. baron Ros (hvis gravmæle med hans hustru Anne St Leger ligger i kapellet), far til Thomas Manners, 1. jarl af Rutland.

En monumental messingplade til minde om Anne af York og hendes mand Sir Thomas St Leger har overlevet på den østlige mur af St Leger kappelet og er indskrevet som følger:
"Wythin thys Chappell lyethe beryed Anne Duchess of Exetur suster unto the noble kyng Edward the forte. And also the body of syr Thomas Sellynger knyght her husband which hathe funde within thys College a Chauntre with too prestys sy’gyng for ev’more. On whose soule god have mercy. The wych Anne duchess dyed in the yere of oure lorde M Thowsande CCCCl xxv"
Våbenskjoldet over hende viser hendes fars våbenskjold som hertug af York: I dexters halvdel ses den engelske konges våbenskjold for at understrege deres nedstamning fra Lionel af Antwerpen, 1. hertug af Clarence (1338-1368), tredje søn af kong Edvard 3. (som Huset Yorks krav på tronen var baseret på), der blev gift med Elizabeth de Burgh, 4. grevinde af Ulster (1332-1363). Deres datter Philippa de Burgh blev gift sig med Edmund Mortimer, 3. jarl af March, hvis søn Roger Mortimer, 4. jarl af March, var oldefar til Anne, hendes bror kong Edvard 4. og deres søskende; I sinisters halvdel vises øverst: Et rødt kors på en baggrund af guld (de Burgh-familien) og nederst: Vandrette striber af guld og azurblå, øverste to palleter i siden på skrå og i midten lodret, hvorunder er placeret et våbenmærk (inescutcheon) i sølvhvid (Mortimer).